# Jimmy Wardhaugh
Jimmy Wardhaugh (Marshall Meadows, 21 marzo 1929 – Edimburgo, 20 gennaio 1978) è stato un calciatore scozzese, di ruolo attaccante.

## Carriera

### Club
Trascorse l'intera carriera nel campionato scozzese, vestendo le maglie di Hearts e Dunfermline. Fu, per tre volte, nel 1954, nel 1956 e nel 1958, il miglior marcatore della Scottish Division One. Con Alfie Conn e Willie Bauld formava il Terrible Trio dell'Hearts.

### Nazionale
Ha vestito la maglia della Nazionale scozzese in due occasioni, tra il 1954 e il 1956.

## Palmarès

### Club

#### Competizioni nazionali
- Campionato scozzese: 1

Hearts: 1957-1958
- Coppa di Scozia: 2

Hearts: 1955-1956
Dunfermline: 1960-1961
- Coppa di Lega scozzese: 2

Hearts: 1954-1955, 1958-1959